# Bryce Bennett
Bryce Bennett (ur. 14 lipca 1992 w Squaw Valley) – amerykański narciarz alpejski, uczestnik Zimowych Igrzysk Olimpijskich 2018.

## Kariera
Po raz pierwszy na arenie międzynarodowej pojawił się 4 sierpnia 2007 roku podczas zawodów FIS w nowozelandzkim Treble Cone. Nie ukończył wtedy drugiego przejazdu slalomu. Debiut w Pucharze Świata zanotował 1 grudnia 2013 roku, kiedy to w Lake Louise zajął 64. miejsce w supergigancie. Pierwsze pucharowe punkty zdobył 2 lata później w amerykańskim Beaver Creek, gdzie w zjeździe zajął 29. miejsce. Na podium zawodów tego cyklu pierwszy raz stanął 18 grudnia 2021 roku w Val Gardenie, wygrywając rywalizację w zjeździe. Wyprzedził tam Austriaka Otmara Striedingera i Nielsa Hintermanna ze Szwajcarii. Dotychczas jego najlepszym sezonem jest sezon 2018/2019, kiedy w klasyfikacji generalnej zajął 32. miejsce z dorobkiem 150 punktów.
Startował na Zimowych Igrzyskach Olimpijskich 2018 w Pjongczangu. W zjeździe uplasował się na 16., a w superkombinacji na 17. pozycji. Był też między innymi dziewiąty w zjeździe na mistrzostwach świata w Åre rok później.
Dwukrotnie startował na juniorskich mistrzostwach świata. Najlepszy wynik osiągnął w kombinacji na mistrzostwach w 2012 roku we włoskim Roccaraso zajmując 6. miejsce.

## Osiągnięcia

### Igrzyska olimpijskie
| Miejsce | Dzień     | Rok  | Miejscowość | Konkurencja     | Czas biegu | Strata | Zwycięzca          |
| ------- | --------- | ---- | ----------- | --------------- | ---------- | ------ | ------------------ |
| 17.     | 13 lutego | 2018 | Pjongczang  | Superkombinacja | 2:06,52    | +3,45  | Marcel Hirscher    |
| 16.     | 15 lutego | 2018 | Pjongczang  | Zjazd           | 1:40,25    | +1,97  | Aksel Lund Svindal |
| 19.     | 7 lutego  | 2022 | Pekin       | Zjazd           | 1:42,69    | +1,56  | Beat Feuz          |
| 17.     | 8 lutego  | 2022 | Pekin       | Supergigant     | 1:19,94    | +1,86  | Matthias Mayer     |

### Mistrzostwa świata
| Miejsce | Dzień     | Rok  | Miejscowość       | Konkurencja          | Czas biegu | Strata | Zwycięzca          |
| ------- | --------- | ---- | ----------------- | -------------------- | ---------- | ------ | ------------------ |
| 26.     | 12 lutego | 2017 | Sankt Moritz      | Zjazd                | 1:38,91    | +1,62  | Beat Feuz          |
| 11.     | 13 lutego | 2017 | Sankt Moritz      | Superkombinacja      | 2:26,33    | +1,00  | Luca Aerni         |
| 23.     | 6 lutego  | 2019 | Åre               | Supergigant          | 1:24,20    | +1,62  | Dominik Paris      |
| 9.      | 9 lutego  | 2019 | Åre               | Zjazd                | 1:19,98    | +0,83  | Kjetil Jansrud     |
| 11.     | 11 lutego | 2019 | Åre               | Superkombinacja      | 1:47,71    | +1,88  | Alexis Pinturault  |
| 27.     | 11 lutego | 2021 | Cortina d’Ampezzo | Supergigant          | 1:19,41    | +2,52  | Vincent Kriechmayr |
| 10.     | 14 lutego | 2021 | Cortina d’Ampezzo | Zjazd                | 1:37,79    | +1,10  | Vincent Kriechmayr |
| 16.     | 15 lutego | 2021 | Cortina d’Ampezzo | Superkombinacja      | 2:05,86    | +6,37  | Marco Schwarz      |
| 15.     | 7 lutego  | 2025 | Saalbach          | Supergigant          | 1:24,57    | +2,26  | Marco Odermatt     |
| 10.     | 9 lutego  | 2025 | Saalbach          | Zjazd                | 1:40,68    | +1,34  | Franjo von Allmen  |
| 15.     | 12 lutego | 2025 | Saalbach          | Kombinacja drużynowa | 2:42,38    | +2,92  | Szwajcaria 1       |

### Mistrzostwa świata juniorów
| Miejsce | Dzień     | Rok  | Miejscowość | Konkurencja | Czas biegu | Strata | Zwycięzca            |
| ------- | --------- | ---- | ----------- | ----------- | ---------- | ------ | -------------------- |
| 10.     | 2 marca   | 2012 | Roccaraso   | Zjazd       | 1:13,40    | +1,41  | Ryan Cochran-Siegle  |
| 22.     | 3 marca   | 2012 | Roccaraso   | Supergigant | 1:04,33    | +1,60  | Ralph Weber          |
| 16.     | 9 marca   | 2012 | Roccaraso   | Slalom      | 1:42,01    | +3,57  | Santeri Paloniemi    |
| 6.      | 9 marca   | 2012 | Roccaraso   | Kombinacja  | ?          | ?      | Ryan Cochran-Siegle  |
| 9.      | 22 lutego | 2013 | Quebec      | Zjazd       | 1:32,58    | +1,63  | Nils Mani            |
| 26.     | 24 lutego | 2013 | Quebec      | Supergigant | 1:00,07    | +1,58  | Thomas Mayrpeter     |
| 17.     | 26 lutego | 2013 | Quebec      | Slalom      | 2:06,03    | +6,63  | Manuel Feller        |
| 7.      | 28 lutego | 2013 | Quebec      | Kombinacja  | ?          | ?      | Henrik Kristoffersen |

### Puchar Świata

#### Miejsca w klasyfikacji generalnej
- sezon 2015/2016: 80.
- sezon 2016/2017: 65.
- sezon 2017/2018: 45.
- sezon 2018/2019: 32.
- sezon 2019/2020: 48.
- sezon 2020/2021: 63.
- sezon 2021/2022: 38.
- sezon 2022/2023: 87.
- sezon 2023/2024: 31.

#### Miejsca na podium
1. Val Gardena – 18 grudnia 2021 (zjazd) – 1. miejsce
2. Val Gardena – 14 grudnia 2023 (zjazd) – 1. miejsce
3. Val Gardena – 16 grudnia 2023 (zjazd) – 3. miejsce